# Лейре, Диана
Диа́на Лейре (фр. Diane Leyre; род. 10 июля 1997, Нёйи-сюр-Сен) — французская модель и радиоведущая, победительница конкурса красоты «Мисс Франция 2022», участница международного конкурса «Мисс Вселенная 2023».

## Биография

### Ранние годы и образование
Диана Лейре родилась 10 июля 1997 года в Нёйи-сюр-Сен, региона Иль-де-Франс в семье Андре и Сабины Лейре. В возрасте 17 лет Диана покинула семейный дом и стала жить в съёмной квартире-студии, в том же жилом комплексе, что и её родители. 
Диана получила степень бакалавра, закончив частный лицей Institut de l'Alma, который расположен в VII округе Парижа. После этого Лейре переехала в Мадрид, где училась в IE Business School, которую закончила в степени бакалавра делового администрирования. Получив высшее образование в 2020 году, Диана стала работать в сфере недвижимости.

### Карьера
5 июля 2021 года Диана Лейре стала победительницей конкурса красоты «Мисс Париж», обойдя в финальном этапе 11 конкуренток. Победа в этом конкурсе позволила Лейре участвовать в конкурсе «Мисс Иль-де-Франс», победительницей которого она стала в октябре того же года. 
Лейр представляла Иль-де-Франс на «Мисс Франция 2022». 11 декабря 2021 года Диана Лейре стала победительницей 92-го конкурса красоты «Мисс Франция», став 16-й представительницей региона, которая выиграла национальный конкурс красоты. В октябре 2022 года Диана объявила, что она не будет участвовать в «Мисс Вселенная 2022» и на «Мисс мира 2022», поскольку у неё недостаточно времени.
В ноябре 2023 года Диана Лейре представляла Францию на международном конкурсе красоты «Мисс Вселенная 2023», но по итогам конкурса в топ-20 она не вошла.